# Воротников, Семён Павлович
Семён Па́влович Воротнико́в (1896 год, село Винодельное, Российская империя — дата и место смерти не известны, СССР) — председатель колхоза, Герой Социалистического Труда (1948).

## Биография
Родился в 1896 году в селе Винодельном. В 1912 году вместе со семьёй переехал в село Гавриловку Туркестанского края.
C 1916 года по 1917 год служил в императорской армии и с 1918 года по 1920 год — в Красной Армии. С 1929 года по 1941 год работал в рабочим, затем был председателем исполнительного комитета Талды-Курганского сельского совета и инструктором райисполкома. Член КПСС с 1939 года.
С 1941 года по 1959 год был председателем колхоза «Заря коммунизма».
В 1950 году был депутатом Талды-Курганского городского совета. В 1960 году вышел на пенсию.

## Трудовая деятельность
В 1946 году руководимый Семёном Воротниковым колхоз «Заря коммунизма» увеличил посевные площади и поголовье крупного рогатого скота. В 1947 году колхоз собрал высокий урожай пшеницы. С отдельного участка площадью 43 гектара было собрано 32 центнеров пшеницы с каждого гектара. За эту трудовую деятельность Семён Павлович Воротников был удостоен в 1948 году звания Героя Социалистического Труда.

## Награды
- Медаль «За доблестный труд в Великой Отечественной войне 1941—1945 гг.»;
- Орден Отечественной войны II степени;
- Медаль «За трудовое отличие» (1946);
- Герой Социалистического Труда — Указом Президиума Верховного Совета от 28 марта 1948 года.
- Орден Ленина (1948);

## Источник
- Герои Социалистического труда по полеводству Казахской ССР. Алма-Ата. 1950. 412 стр.